# Vladímir Baklan
Vladímir Baklan (en ucraïnès: Володимир Баклан); Kíiv, 25 de febrer de 1978) és un jugador d'escacs ucraïnès, que té el títol de Gran Mestre des de 1998.
A la llista d'Elo de la FIDE de l'abril de 2021, hi tenia un Elo de 2587 punts, cosa que en feia el jugador número 22 (en actiu) d'Ucraïna, i el jugador número 289 del rànquing mundial. El seu màxim Elo va ser de 2.656 punts, a la llista d'octubre de 2014 (posició 97 al rànquing mundial).

## Resultats destacats en competició
En Baklan ha guanyat dos cops el Campionat d'Ucraïna, els anys 1997 i 1998.
Entre altres victòries, ha estat primer ex aequo a l'Obert de Cappelle-la-Grande de 1997, i al Memorial Rubinstein de 2001, ha guanyat el Campionat de Blitz obert dels Països Baixos (2005), l'Essent Open (2005) i el 7è Memorial Narciso Yepes (2006).
El 2000 va empatar als llocs 2n-6è amb Laurent Fressinet, Johan Hellsten, Robert Fontaine i Erik Van den Doel a l'Abihome Open. Empatà al primer lloc amb Sergey Zagrebelny, Aleksandr Dèltxev i Adam Horvath a Balaguer 2005. El 2011, empatà als llocs 1r-6è amb Ivan Sokolov, Iuri Kuzúbov, Kamil Miton, Jon Ludvig Hammer i Illia Nyjnyk a l'MP Reykjavík Open. El setembre de 2011 va empatar als llocs 1r-3r al Festival de Trieste, amb Viktor Erdős i Serguei Vólkov. El desembre del 2014 va guanyar el Festival Sunway Sitges amb 7 punts de les 9 partides jugades i s'emportà el premi de 2.000 euros.
L'abril de 2017 empatà al tercer lloc, però fou vuitè per desempat al 44è Obert Internacional de La Roda, Albacete; el campió fou José Angel Guerra Méndez.

### Parcicipació en competicions per equips
El 2000 va guanyar, amb l'equip ucraïnès, la medalla d'or per equips a l'XXXIV Olimpíada d'escacs a Istanbul. També formà part de l'equip ucraïnès que guanyà la medalla d'or al Campionat del món per equips el 2001, a Erevan.

## Partides notables
- Joel Benjamin vs Vladimir Baklan, FIDE WCh KO 2001, defensa siciliana: variant moderna (B50), 1/2-1/2
- Vladimir Baklan vs Angelos Vouldis, EuTCh 2003, defensa siciliana: atac Canal, gambit Haag (B52), 1-0
- Vladimir Baklan vs Vesko Spasov, Eu Ind. Ch. 2008, defensa siciliana: atac Nyezhmetdinov-Rossolimo (B30), 1-0